# Valentina Kopylova
Valentina Vladimirovna Kopylova (in russo Валентина Владимировна Копылова?; Mosca, 28 febbraio 1923 – Mosca, 1997) è stata una cestista sovietica.

## Carriera
Con l'Unione Sovietica ha disputato i Campionati del mondo del 1957 e quattro edizioni dei Campionati europei (1950, 1952, 1954, 1956), vincendo quattro medaglie d'oro.